# Едвард Пенлі Абрагам
Едвард Пенлі Абрахам (англ. Edward Penley Abraham, 10 червня, 1913, Саутгемптон, Гемпшир- 9 травня 1999) — британський біохімік, який брав участь у визначенні структури пеніциліну, кавалер Ордена Британської імперії, член Лондонського королівського товариства (1958).

## Біографія

### Ранні роки життя
Едвард Абрагам народився 10 червня 1913 року в місті Саутгемптон, Гемпшир. Його батьками були Альберт Пенлі Абрагам, який працював митним і акцизним чиновником, і Марія Агнесс Абрагам (уроджена Харні), яка народилася в Ірландії в сім'ї теслі.
У 1924 році Абрагам вступив до школи імені Короля Едварда VI в Саутгемптоні по стипендії, виявивши неабиякі здібності як до спорту, так і до науки.
У 1932 році Абрагам як стипендіат від міста Саутгемптон був запрошений в Королівський коледж при Оксфорді (який ще під час навчання Абрагама в школі видав йому стипендію). Його першим наставником був Фредерік Чатавей. Однак незабаром після цього Абрагам почав працювати під керівництвом Вілсона Бейкера, який, за визнанням Абрагама, був найпершим, хто вплинув на нього як науковець. Можливо Бейкер, будучи засновником Оксфама також прищепив йому схильність до благодійності.

### Перші наукові роботи
У 1936 році Абрагам закінчив коледж, отримавши диплом з відзнакою, в 1936-1938 роках приступив до науково-дослідницької діяльності в Оксфорді в лабораторії Дайсона Перрінса під керівництвом Роберта Робінсона, де займався написанням докторської дисертації, присвяченої хімії пептидів і білків. У той час Робінсон захопився роботами, присвяченими гіпотезі циклоли (першої структурної моделі утворення білків) і запропонував Абрагаму проводити дослідження по цій темі.
В цей час Абрагам твердо вирішив зайнятися біохімією і не змінив свого рішення. У процесі роботи над дисертацією він вперше зміг закристалізувати лізоцим з яєчного білка. Абрагам також вперше досліджував використання фталильного захисту аміногруп для пептидного синтезу, хоча його роботи по цій темі ніколи не були опубліковані.
Абрахам також вперше досліджував використання фталильного захисту аміногруп для пептидного синтезу, хоча його роботи по цій темі ніколи не були опубліковані.
У 1938-1939 рр. до свого повернення в Англію Абрагам працював в лабораторії Ханса фон Ейлера-Хельпіна в Стокгольмі, де проводив експерименти з дослідження флавінаденіндінуклеотіда (ФАДа).

### Воєнний час
Коли почалася війна, Абрагам не зміг повернутися на батьківщину через серйозну інфекцію, що вразила його ноги. В кінці 1939 він все ж таки вирушив до Англії, де планував продовжити роботу над своєю докторською дисертацією, однак на той час теорія циклоли була спростована, і Робінсон наполіг на тому, щоб Абрагам припинив дослідження в області хімії білка. Абрагам продовжив роботу під керівництвом Говарда Уолтера Флорі, який нещодавно отримав докторський ступінь і вмовив його не йти на військову службу. Замість цього він вирішив спільно з Ернстом Борісом Чейном досліджувати явище травматичного шоку. У 1940 році він приєднався до науково — дослідницької групи Флорі при Лінкольн-коледжі при Оксфорді, де він пропрацював аж до свого виходу на пенсію в 1980 році.

### Останні роки життя
Незважаючи на те, що Абрагам залишив свою посаду в університеті Оксфорда в 1980 році, він продовжив брати участь в житті школи імені Вільяма Дана і часто відвідував міжнародні конференції ще як мінімум 10 років.
Будучи на пенсії, Абрагам неодноразово відвідував школу імені Короля Едварда VI. Коли в 1977 році перед правлінням школи постав вибір між її незалежністю і відповідністю державній системі, яка засуджувала відбір при вступі відповідно до здібностей учнів, Абрагам зробив все можливе, щоб зберегти фінансову незалежність школи. На пожертвувані ним кошти були засновані нові лабораторії, організовані стипендії з хімії і біології.
Починаючи з 1990 року Абрагам повністю відійшов від справ. У 1993 році він пережив серйозний напад синдрому Гієна-Барре. Його остання наукова стаття була опублікована в 1996 роціа свою останню поїздку за кордон він зробив в 1997 році. Абрагам помер в лікарні Святого Люка в Гедінгтоні 9 травня 1999 року. За своїм заповітом, складеним у 1980 році, він залишив велику частину свого стану, який становив 10 мільйонів фунтів, довірчого фонду Абрагама і іншим благодійним організаціям. Він також залишив 1 мільйон фунтів Лінкольн-коледжу, школі імені Короля Едварда VI і Лондонському королівському товариству.

## Науково-дослідницька діяльність

### Визначення структури пеніциліну
У 1939 році Абрагам приєднався до досліджень антибактеріальних препаратів, що проводилися Флорі і Чейном. Одним з досліджуваних об'єктів був пеніцилін. На тій стадії дослідження він являв собою складну суміш речовин, що містить сильнодіючий компонент, що володіє антибіотичною активністю. 25 травня 1940 року Флорі вдалося довести, що пеніцилін є потенційною панацеєю від більшості бактеріальних інфекцій. Абрагам брав активну участь в його виділенні Он также был участником первых клинических испытаний пенициллина на людях.
У вересні 1942 року Абрагам і Чейн шляхом окислення бромної води отримали докази того, що при кислотному гідролізі пеніциліну виходить амінокислота, якій було присвоєно формулу C  5  H  11  O  7  N, і яка згодом опинилася невірною. Абрагам виділив цю амінокислоту, назвавши її пеніцилламін.
У липні 1943 було показано, що пеніцилламін містить сірку. Далі Абрагам довів, що він є α-аміно-β-меркаптокіслотою, формула якої C₅H₁₁NO₂S. Потім вдалося з'ясувати, що пеніцилламін насправді являє собою β-β-диметилцистеїн.
В ході досліджень, що тривали, Робінсон зробив висновок, що пеніцилін являє собою тіазолідин-оксазолонову структуру. Однак Абрагам не міг знайти цьому підтвердження і припустив β-лактамну структуру, ізомерних тій, що запропонував Робінсон, і показав її Чейні. Він і Бейкер вирішили, що структура Абрагама набагато більше задовольняє наявним даним. У підсумку вона була включена до звіту Робінсона без його відома, що призвело до тривалої сварки між ним та Абрагамом. Цей звіт був опублікований 22 жовтня 1943 року.
У 1945 році Дороті Кроуфут Годжкін підтвердила структуру Абрагама кристалографічно.

### Відкриття, визначення структури і дослідження цефалоспорина C
У найближчі післявоєнні роки Абрагам працював над кількома темами, пов'язаними з антибіотиками. Коли в 1948 році він повернувся в Оксфорд, відбулося дві події, які значно вплинули на всю його подальшу роботу. По-перше, Флорі запросив Гая Ньютона в школу імені сера Вільяма Дана для написання докторської дисертації, а по-друге, Джузеппе Бротзу, італійський фармаколог, послав Флорі культуру Cephalosporium acremonium, що володіла властивостями антибіотика.
Флорі назначив Абрагама безпосереднім керівником Ньютона. Після попереднього дослідження культури, надісланої Бротзу, було показано, що вона являє собою складну суміш різних речовин і розділяється на гідрофільну і гідрофобну фракції. Основним компонентом гидрофільної фракції виявився цефалоспорин P, названий так, тому що він містився в грам-позитивних бактеріях (positive — позитивний), а в гідрофільній — цефалоспорин N, так як він містився в грам-негативних бактеріях (negative — негативний). Він володів властивостями, подібними властивостям пеніциліну, і тому було прийнято рішення про його подальше дослідження, в ході якого він показав виняткову антиіотичну активність і був перейменований з цефалоспорина N в пеніцилін N.
У вересні 1953 року в процесі його виділення в суміші був виявлений ще один компонент, який виявляв антибіотичну активність і стійкість до дії пеніціллази. Абрагам і його співробітники назвали його цефалоспорин С.
Пізніше Флорі вдалося показати, що цефалоспорин С не токсичний і здатний перемагати стрептококові інфекції, смертельні за відсутності лікування цим препаратом.
У 1959 році структура цефалоспорина була остаточно встановлена. Детальна інформація по структурі цефалоспорина була опублікована в 1961 році, після чого її тут же було кристалографічно підтверджено.

### Бета-лактамази
У співпраці з Чейном, Абрагам в 1940 році виявив, що препарати пеніциліну інактивуються бета-лактамазами, що містяться в екстракті пеніциліностійких штамів B.coli. У 1944 році він показав, що дія цих ферментів засноване на розкритті бета-лактамних кілець.
Після того, як цефалоспорин був виділений, його стійкість до пеніцилінази стала поштовхом до прискорення її досліджень. В ході досліджень було виявлено конкурентний інгібітор до цього ферменту. Культура B. coli, як виявилося, виробляє дві бета-лактамази. Вони були позначені відповідно бета-лактамаза I і II. Бета-лактамаза I була неактивна по відношенню до цефалоспорину С, на відміну від бета-лактамази II. Визначення механізму роботи цього і схожих ферментів, а також визначення подальшої долі продуктів розпаду цефалоспорина С, набагато складніших, ніж у випадку пеніциліну, стали головними напрямками подальших досліджень Абрагама.

### β-лактамний синтез антибіотиків
Абрагаму вдалося встановити, що пеніцилін N і цефалоспорин C мають одну і ту ж вихідну речовину при біосинтезі, а саме α-аміноадіпілцістенілвалін (ACV). Однак перевірка цієї гіпотези не була тривіальною задачею, так як мічені пептиди при додаванні до неушкоджених культур не були здатні проникнути в клітини, де і проходив синтез досліджуваних сполук. Однак, в 1976 році було показано, що L, L, D-ACV (але не його епімери) здатні при проведенні експерименту в клітинному екстракті без змін вбудовуватися в структуру пеніциліну, що було підтверджено даними ЯМР в 1980 році. Пізніше, в 1981 році був детально описаний механізм переходу пеніциліну N в цефалоспорин С. Таким чином, використовуючи наявні дані, вченим вдалося встановити шляхи утворення цих антибіотиків до початку 1980-х років.
У світлі зроблених відкриттів Абрагам зміг приступити до дослідження механізмів утворення п'ятичленних і шестичленних циклів в ході біосинтезу антибіотиків і встановив, що вони проходять через утворення β-лактамів.

### Інші наукові роботи
Крім описаних вище досліджень, Абарагам зробив відчутний внесок в хімію інших антибіотиків. У співпраці з Ньютоном він уточнив структуру антибіотика бацитрацину Aі нізина — поліцикічного антибактеріального пептида. Також у співпраці з Джоном Ернстом Вокером Абраму вдалося встановити структуру антибіотика бацілізіна.

## Сім'я
Абрагам зустрів Асбьорну Гарунг в середині 1938 року під час її візиту в Оксфорд. Незабаром після цього вона повернулася до Норвегії, однак Абрагам продовжував доглядати за нею. В середині вересня 1939 року Абрагам відправився в Берген, де 1 листопада одружився з Асбьорн, після чого наприкінці 1939 року вирушив до Англії, щоб продовжити роботу над своєю докторською дисертацією. Асбьорн не поспішала залишати Норвегію, де в квітні 1940 року виявилася в нацистській окупації. Після цього вони з чоловіком таємно спілкувалися листуванням. Асбьорн, пішки перебравшись через гори до Швеції, втекла з Норвегії в Англію до чоловіка.
Єдина дитина Абрахама і Асбьорн, Майкл Ерлінг Пенлі Абрагам, який народився в Оксфорді в липні 1943 року, страждав від важкої форми інвалідності.

## Нагороди та звання
Абрагам був удостоєний почесного докторського звання як мінімум в 4 університетах і почесного членства в семи Оксфордських колегіях. Він був почесним членом Американської академії мистецтв і наук і був номінований на Нобелівську премію в 1981 і в 1983 роках.
Список нагород Абрагама:
- 1953 — Фелло Лондонського королівського товариства (Fellow of the Royal Society)[20]
- 1973 — Ордена Британської імперії
- 1973 — Королівська медаль
- 1975 — Премія Шеєле від Шведської фармацевтичної спільноти (Apotekarsocieteten)
- 1980 — Mullard Award
- 1980 — Лицар-бакалавр

## Благодійність
На кошти, отримані від цефалоспоринових патентів, Абрагам заснував два благодійних фонди, витративши більшу частину своїх коштів, третій був заснований спільно з Гаєм Ньютоном. Таким чином, дослідницький фонд імені Едварда Пенлі Абрагама для фінансування досліджень в областях медичної хімії та біології при Оксфорді був заснований 17 березня 1967 року, що дослідницький фонд імені Гая Ньютона при школі імені Вільяма Дана — 17 березня 1967 року, що цефалоспориновий фонд імені Едварда Абрагама Пенлі для фінансування освіти і досліджень в галузі медичної хімії — 18 травня 1970 року.
У перші роки свого функціонування ці фонди отримували дохід від коштів, отриманих Абрагамом і Ньютоном за їх дослідження. Протягом наступних 30 років Абрагаму вдавалося брати активну участь в діяльності цих фондів, яка включала в себе підтримку грантів, дослідницьких груп і фінансування будівництва лабораторних корпусів. У 2013-2014 рр. ці фонди мали засобами більш 10 мільйонів фунтів.